# Cocina económica

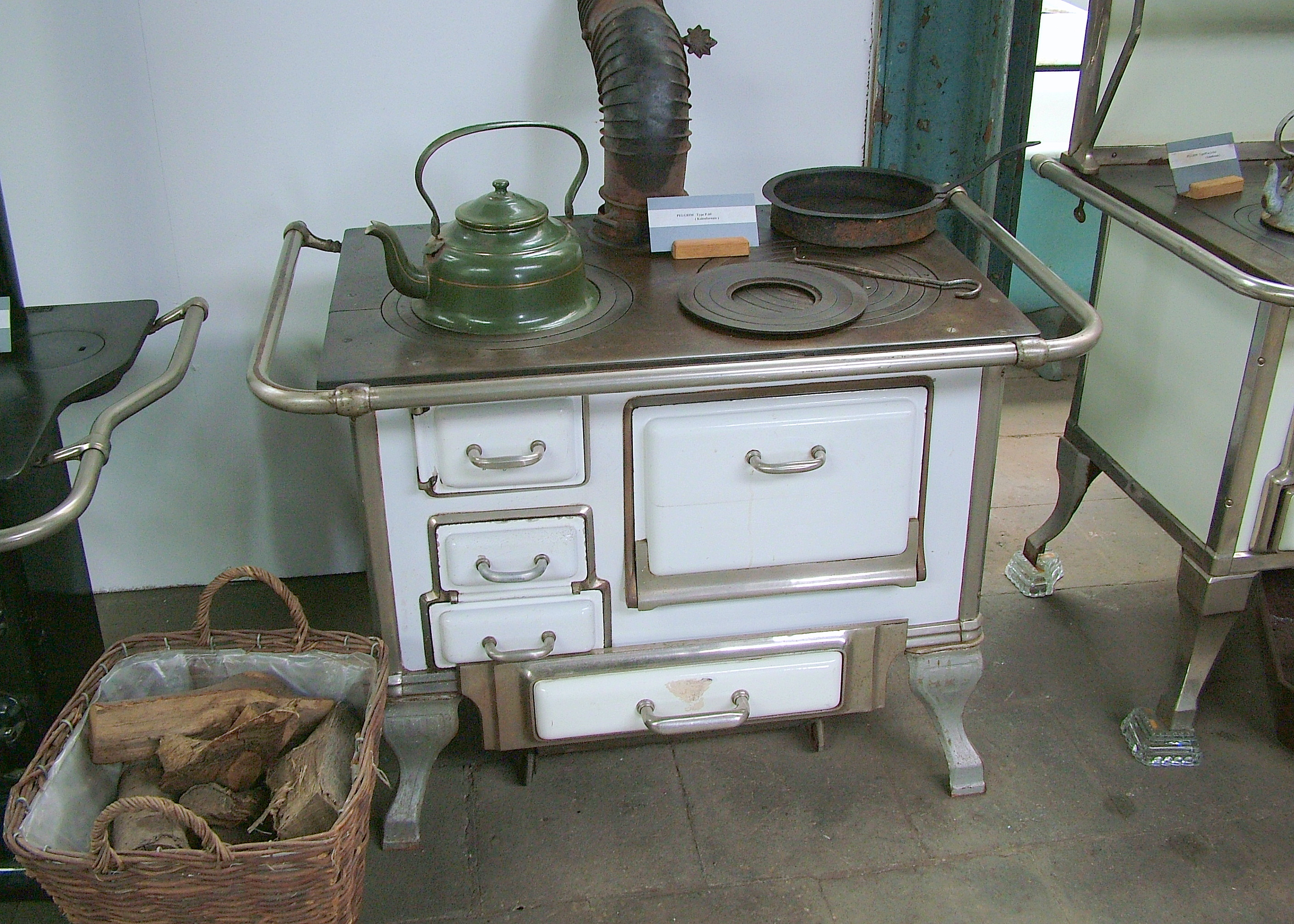
Cocina económica

Una cocina económica es una cocina que normalmente utiliza carbón como combustible, aunque en ocasiones también puede funcionar aparte del carbón con leña o turba. Está hecha completamente de hierro con refinamientos tales como quemadores y horno, y algunas tienen incorporado un depósito de agua caliente.

## Historia

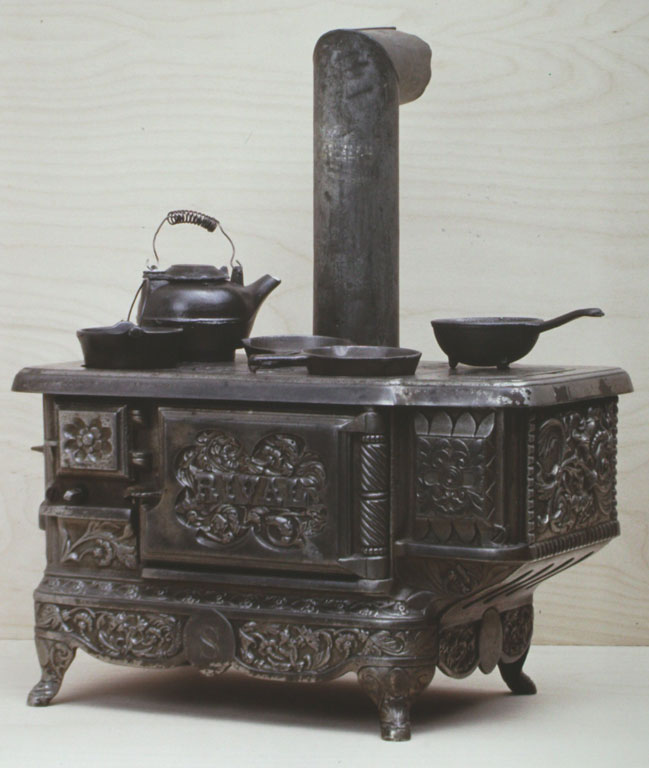
Cocina económica miniatura

La cocina económica se fue imponiendo a partir de 1820, aunque en la mayoría de los hogares no fue habitual alojar la cocina en una habitación separada hasta entrado el 1900, la cocina económica también se puso de moda en esta época, porque antes de esa época se cocinaba a fuego abierto o con fogones. Los hogares más acomodados tenían, por supuesto, una cocina separada donde trabajaba el servicio. La cocina también calentaba la habitación donde estaba situada, pero obviamente no era muy eficiente, ya que el fuego debía quemar mucha más energía de la necesaria para cocinar. Además, en verano provocaba una temperatura demasiado elevada a su alrededor.
Después de la Segunda Guerra Mundial, aunque las cocinas económicas todavía estaban de moda, empezaron a ser sustituidas a gran escala desde los años 20 por las cocinas de gas más higiénicas y de fácil funcionamiento, que inicialmente tenían como combustible gas ciudad. El inventor británico James Sharp patentó la cocina de gas en 1826 y con el tiempo el gas se convirtió en la fuente preferida de calor, ya que permitía que las cocinas fueran más pequeñas y ligeras, y en la década de 1920, los hornos de gas ya se utilizaban en la mayoría de las cocinas domésticas.
En la década de 1930 también aparecieron en el mercado las primeras cocinas eléctricas.

## Funcionamiento

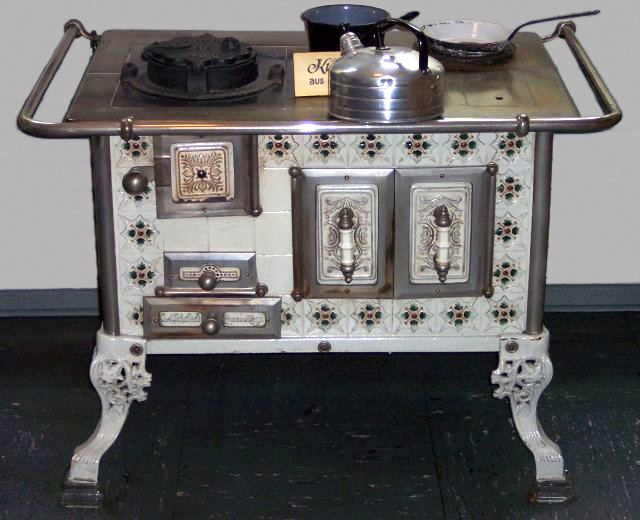
Cocina económica moderna

Normalmente, consta de una superficie o plancha cuadrada —a menudo esmaltada— sobre patas, con un fogón bajo esta plancha y con un horno al lado. El fogón tenía varias puertas, una debajo de la otra, una para el suministro de combustible y la otra para recoger la ceniza. Tiene dos compartimentos para la combustión, uno superior para el combustible (brasero) y otro inferior donde cae la ceniza (cenicero).
En la parte superior tiene una plancha de trabajo con la boca de alimentación de combustible redonda, con una serie de anillos de fundición concéntricos, que sirven de tapadera de los agujeros de cocción, cuyas dimensiones se podían ajustar con anillas de fogones en las de las ollas o cazuelas, sacando uno o más de los anillos, según el tamaño de la olla o cazuela a calentar, también se puede obtener fuego vivo para ciertas preparaciones que lo requieren (especialmente las frituras con aceite). La boca de acceso al cenicero y para la entrada del aire de combustión está en la parte frontal, junto a la boca del horno. La plancha suele estar rodeada por una barandilla metálica para evitar quemarse la ropa con las superficies calientes de la cocina. En ocasiones también contiene un depósito de agua caliente.
El conjunto se completa con una chimenea que evacua el humo hacia el exterior. Además de la regulación de la entrada de aire en la boca del cenicero, a veces existe otra regulación a la salida del humo mediante una plancha metálica, perpendicular al eje del conducto, que se desliza por unas guías y cierra la sección de la chimenea, en parte o casi toda, a voluntad.
En algunos modelos, dentro del espacio para el combustible (brasero) existe un calentador de agua que se almacena en un depósito exterior y que permite disponer de agua caliente para usos sanitarios; esta agua circula por tiro térmico. En otros casos, el intercambiador se utiliza para alimentar una red de radiadores y calentar la vivienda, pero este último sistema no es muy satisfactorio porque en días fríos reduce notablemente el rendimiento de la cocina.